# Paikiniana bella
Paikiniana bella is een spinnensoort in de taxonomische indeling van de hangmatspinnen (Linyphiidae).
Het dier behoort tot het geslacht Paikiniana. De wetenschappelijke naam van de soort werd voor het eerst geldig gepubliceerd in 1978 door Kap Yong Paik.